# 鲁鲁土
鲁鲁土（Rurutu）是法国海外集体法屬玻里尼西亞南方群岛行政区的一个市镇，领土涵盖同名岛屿。

## 地理
鲁鲁土（22°27'4"S, 151°20'31"W）面积32.75 平方千米，位于法国海外集体法屬玻里尼西亞南方群岛。
由于鲁鲁土领土为海洋中的一岛屿，故不与任何市镇接壤。

## 行政
鲁鲁土的邮政编码为98753，INSEE市镇编码为98744。

## 政治
鲁鲁土的现任市长为弗雷德里克·里韦塔（Frédéric Riveta）先生，任期为2020-2026年。

## 人口
鲁鲁土于2022年时的人口数量为2,163人。